# Typhlotanais profundus
Typhlotanais profundus är en kräftdjursart som beskrevs av Hansen 1913. Typhlotanais profundus ingår i släktet Typhlotanais och familjen Nototanaidae. Inga underarter finns listade i Catalogue of Life.